# A1 (Zwitserland)
De Zwitserse A1 (ook bekend als Genferseeautobahn) is een autosnelweg die loopt vanaf de grens met Frankrijk bij Genève, via onder andere Lausanne, Bern, Solothurn, Zürich en Sankt Gallen naar St. Margrethen bij de Oostenrijkse grens en de aansluiting met de A13. Nabij Olten deelt de A1 het traject met de A2. Tussen het knooppunt bij Blonay en de rondweg van Lausanne deelt de A1 het traject met de A9. De weg is met zijn 410 kilometer de langste en tevens drukste snelweg in Zwitserland.